# Euryproctus crassicornis
Euryproctus crassicornis är en stekelart som beskrevs av Thomson 1889. Euryproctus crassicornis ingår i släktet Euryproctus och familjen brokparasitsteklar. Arten är reproducerande i Sverige. Inga underarter finns listade i Catalogue of Life.